# Thijs van Beem
M.J. (Thijs) van Beem (16 augustus 1953) is een Nederlands politicus van de PvdA.

## Biografie
Van Beem studeerde Politicologie en Bestuurskunde aan de Radboud Universiteit en begon als beleidsmedewerker Ruimtelijke Ordening en Volkshuisvesting bij de provincie Gelderland.
Toen hij 22 jaar was, werd Van Beem namens het Jeugd- en Jongerenwerk commissielid in de toenmalige gemeente Wamel waar hij ook geboren is.
In 1978 werd hij (op 25-jarige leeftijd)  gemeenteraadslid in de Gelderse gemeente Elst, hetgeen hij tot 1997 zou blijven. De laatste tien jaar daarvan was hij tevens wethouder in Elst en in die hoedanigheid onder meer ook DB-lid van de Regio Arnhem, lid van het Regionaal Bestuur voor de Arbeidsvoorziening en voorzitter van het Recreatieschap Overbetuwe.
In december 1997 werd hij burgemeester van de gemeente Neede, die per 1 januari 2005 bij de gemeentelijke herindeling in de Achterhoek (na een geslaagd referendum) opging in de nieuwe gemeente Berkelland. Naast het reguliere werk als burgemeester was hij onder meer actief op het terrein van de plattelandsvernieuwing o.a. als lid van de reconstructiecommissie Achterhoek en vice-voorzitter van de Pilot Neede-Borculo. Ook was hij voorzitter van de Gelderse Patiënten/Consumenten Federatie en van de Stichting tot Behoud van Boerderij en Erf in Gelderland.
In maart 2005 werd Van Beem burgemeester van Winterswijk en bleef dat 12 jaar, tot maart 2017. Hij zette zich onder meer in voor de eerste citymarketing met de start van 100% Winterswijk, de landschappelijke herinrichting van Winterswijk-Oost en de oprichting van museum Villa Mondriaan. Als burgemeester was hij tevens actief als vice-voorzitter van de Regio Achterhoek, met samenwerking met de Duitse buurgemeenten en als DB-lid (namens de Achterhoek) van de Euregio. Bij zijn afscheid ontving hij de eremedaille van de gemeente Winterswijk. Na zijn aftreden werd hij adviseur (en later bestuurslid) van museum Villa Mondriaan, voorzitter van de Vrienden van Villa Mondriaan en lid van de raad van toezicht van de Stichting Openbaar Primair Onderwijs Winterswijk.
De gemeenteraad van Winterswijk heeft Joris Bengevoord voorgedragen om hem op te volgen. Bengevoord is op 21 april 2017 in een bijzondere raadsvergadering geïnstalleerd als de opvolger van Van Beem.